# Урсула Андрес
Урсула Андрес  (на немски: Ursula Andress) е швейцарска актриса и секс символ от 1960-те. 

## Биография
Има четири сестри и един брат. Говори четири езика - английски, френски, немски и италиански. Започва кариерата си като модел. През 1965 г. се снима за списанието Плейбой. Снима се във филма „Купон в Акапулко“ (1963) с Елвис Пресли, с Франк Синатра във филма „4 за Тексас“ (1963) и с Марчело Мастрояни в „Десетата жертва“ (1965). През 1971 се снима с Чарлс Бронсън, Ален Делон и Тоширо Мифуне в уестърна „Червено слънце“. Носителка е на Златен глобус
През 1957 г. се жени за Джон Дерек и се развежда през 1966. Има романтични връзки с Марлон Брандо и Джеймс Дийн. През 1980 година се ражда нейният син Димитри.

## Избрана филмография
| Година | Филм                 | Оригинално заглавие  | Роля              | Режисьор    |
| ------ | -------------------- | -------------------- | ----------------- | ----------- |
| 1962   | Доктор Но            | Dr. No               | Хани Райдър       | Терънс Йънг |
| 1963   | Купон в Акапулко     | Fun in Acapulco      | Маргарита Дауфин  | Ричард Торп |
| 1965   | Какво ново, котенце? | What's New Pussycat? | Рита              | Клайв Донър |
| 1968   | Казино Роял          | Casino Royale        | Веспър Линд       | колектив    |
| 1970   | Червено слънце       | Soleil rouge         | Кристина          | Терънс Йънг |
| 1970   | Перфектният петък    | Perfect Friday       | Лейди Брит Дорсет | Питър Хол   |